# Погорелка (деревня, Глебовское сельское поселение)
В том же сельском поселении имеется село и центр сельского округа с тем же названием.
Погорелка — деревня в Глебовском сельском округе Глебовского сельского поселения Рыбинского района Ярославской области.
Деревня расположена на расстоянии около 4[неопределённость] к северу от дороги Рыбинск—Глебово и на таком же расстоянии к востоку от дороги Глебово—Легково. Деревня стоит на левом берегу текущей на север небольшой реки Белая Юга. В окрестностях деревни в реку выходят многочисленные мелиоративные канавы, и само русло, судя по прямолинейным участкам, подверглось мелиоративным работам. До заполнения Рыбинского водохранилища это был левый приток реки Юга. После заполнения водохранилища обе реки впадают рядом в его залив. Побережье этого залива, лежащее к северо-востоку заболочено и не заселено. Деревня стоит на небольшом поле, окруженном лесами. На том же поле, в 500 м к северо-востоку стоит деревня Терентьевская. Примерно в 2 километрах к югу от Погорелки стоит деревня Заболотье, а в 2 км к северу начинается компактная группа деревень Погорелького сельского округа (название по селу Погорелка, которое не следует путать с этой деревней), ближайшая из которых — Угольница.
На 1 января 2007 года в деревне не числилось постоянных жителей. Почтовое отделение, расположенное в селе Глебово, обслуживает в деревне Погорелка 4 дома.